# Lewan Gotua
Lewan Gotua (georgisch ლევან გოთუა; * 10. März 1905 in Tiflis, Gouvernement Tiflis, Russisches Kaiserreich; † 30. Januar 1973, Tbilissi, Georgische SSR, UdSSR) war ein georgischer Schriftsteller. 

## Leben
Er wurde als Sohn eines Schriftstellers und staatlichen Beamten geboren. Von 1922 bis 1925 studierte er an der Fakultät für Sozialökonomie der Staatlichen Universität Tiflis. In der Zeit des Stalinismus wurde er verbannt und arbeitete als Ökonom. Ab 1941 betätigte er sich auch schriftstellerisch. Von 1956 an war er als freischaffender Schriftsteller tätig.

## Werke
- mepe erekle, (Der König Erekle), Drama, 1942
- kedurrelni, (Die Unbesiegbaren), Drama, 1943
- davit armasenebeli, (Dawit der Erbauer), Drama, 1946
- samsaxeoba raindisa, (Die drei Gesichter eines Ritters), Drama, 1946
- krcanisis sevda, (Die Trauer von Krzanisi), Erzählungsband, 1957
- gmirta varami, (Der Schmerz der Helden), Roman, Tetralogie, 1958 bis 1962
- nisli naxataris tqesi, (Nebel im Nachatari-Wald), Erzählungsband, 1963
- lekvi lomisa, (Löwenjunges), Roman, 1965
- ugzo karavani, (Die Karawane zieht ins Ungewisse), Erzählungsband, 1966
- matianuri, (Chronikhaftes), Erzählungsband, 1968
- mitridate, (Mithridates), Roman, 1970
- motxrobebi, (Erzählungen), Erzählungsband, 1973
- serapiti, (Serafit), Erzählungsband, 1974